# Marcianos vs. mexicanos
Marcianos vs. Mexicanos es una película de animación mexicana para adultos de comedia de ciencia ficción de 2018 escrita y dirigida por Gabriel Riva Palacio y Rodolfo Riva Palacio y producida por Huevocartoon Producciones en asociación con Televisa y en coproducción con Cinergistic Films de Estados Unidos. Es el cuarto largometraje de Huevocartoon, así como el primero de la productora en no tener como protagonistas a huevos antropomórficos, quienes son los personajes insignia de la compañía. Asimismo, es el segundo en estar dirigido a un público adulto, y es el último trabajo cinematográfico del estudio en animación 2D.
La cinta narra la hazaña de una numerosa familia mexicana de clase media baja que se enfrenta a una invasión extraterrestre proveniente del planeta Marte. Está protagonizada por Adal Ramones, y su antagonista principal es interpretado por Omar Chaparro. Su reparto principal está conformado por Martha Higareda, Angélica Vale, Eduardo Manzano, Humberto Vélez, Mario Filio, Fernando Meza, Armando González y los hermanos Rodolfo y Gabriel Riva Palacio, e incluye intervenciones breves de Jaime Maussan, Ricardo Hill, Cid Vela (caracterizado como «Galatzia»), Andrés Vaca y Raoul Ortiz —que alternan entre secuencias animadas y filmaciones en imagen real—.
La producción de la cinta comenzó a mediados de la década de 2010, con un presupuesto inicial de $0.9 millones de pesos mexicanos, con una parte importante aportada por el estímulo fiscal Eficine 189 del Instituto Mexicano de Cinematografía (Imcine). La historia se desarrolló a partir de un grupo de personajes conocido como la Familia Reyes, concebida por los hermanos Riva Palacio para la microserie televisiva Los Reyes de la colonia se van al Mundial (2014), producida para TV Azteca. El relato presentado pretendía hacer una crítica social a los principales problemas de México, entre estos, el alto grado de analfabetismo, la fuerte crisis de obesidad y los sistemas de corrupción presentes en diferentes actividades económicas, políticas, sociales y educativas. Asimismo, se buscaba hacer una sátira sobre varios elementos característicos que son propios de la idiosincrasia del mexicano, entre los que destacan su ingenio para la resolución de problemas con pocos recursos y su tendencia a la holgazanería. Rafael Luna, experimentado animador de Huevocartoon, fungió como el director de animación de la cinta, teniendo a Ernesto Lozano y Alberto Juárez como directores técnicos de las áreas de animación 2D y CGI, respectivamente. Por su parte, el ilustrador franco-mexicano Jean Baptiste Fraisse, se haría cargo de la dirección de arte de la película. La música cinematográfica sería compuesta por Amado López, con música adicional original aportada por Javier Calderón y licencias de temas pertenecientes a bandas y artistas conseguidas por Lynn Fainchtein.
Se estrenó el 9 de marzo de 2018 en México, con Videocine Distribución a cargo de la distribución, tuvo una recepción pública y crítica mixta, especialmente negativa por parte de la crítica especializada, y su recaudación total fue de $26.1 millones de pesos (equivalentes a $1.18 millones de dólares), siendo considerada como un fracaso de taquilla. Es el cuarto largometraje mexicano de animación destinado a una audiencia mayor de edad, después de La prepa (2006), Huevos en corto (2010) y El Santos contra la Tetona Mendoza (2012).
Se tenían contempladas otras 2 películas más concibiéndola como una trilogía cinematográfica, pero debido a su mala recepción y bajo rendimiento en taquilla se cancelaron.

## Sinopsis
Una familia mexicana es elegida por la NASA para dirigirse a Marte a fin de evitar que un ejército de marcianos conquiste la Tierra.

## Personajes

### Familia Reyes y vecinos
- Adal "El Chacas" Reyes: Un muchacho mexicano promedio, ocasionalmente ayuda en el restaurante de su madre. Es él quien termina convenciendo a su familia de participar en la misión para detener la invasión marciana.

- Zafiro Reyes: Mujer bastante guapa y hermana del Chacas, trabaja en el restaurante de su madre. Debido a su promiscuidad tiene cinco hijos, cada uno de diferente padre.

- "Tlacoyito" Reyes: Es la madre de Zafiro y el Chacas. Es apodada Tlacoyito por su restaurante en el que vende todo tipo de garnachas, pero se desconoce su nombre real.

- "El Talachas" Reyes: Es el padre de Zafiro y el Chacas. Le dicen el Talachas porque sabe arreglar de todo, pero se desconoce su nombre real.

- "La Niña" Reyes: Única hija de Zafiro, la cual ha demostrado prodigiosos niveles de inteligencia, aunque también una inmadurez propia de su corta edad. Siente que no encaja con su familia y por eso quiere huir de su casa.

- "El Chino" Reyes: Uno de los hijos de Zafiro. También es muy inteligente, tal vez al mismo nivel de su hermana, pero no le da mucha importancia. Se le apoda el Chino simplemente por sus rasgos asiáticos ignorando el hecho de que en realidad es mitad japonés.

- "Arroz" y "Frijol" Reyes: Los hijos menores de Zafiro, son gemelos. Estos niños son muy traviesos y desobedientes, por lo que siempre están sacando de quicio a su madre. Se les apoda Frijol y Arroz ya que Zafiro no se preocupó en ponerles nombre.

- "El Cubano" Reyes: Otro de los hijos de Zafiro que así como a El Chino se le apoda simplemente por sus rasgos de origen cubano.

- Los Abuelos: Los miembros de mayor edad de la familia Reyes, quienes componen a una pareja de viejitos típica de México. Tienen de mascota a una iguana llamada Clementina que en realidad es macho.

- "El Mirrey": El típico chico fresa de barrio. Es amigo del Chacas y frecuenta el restaurante de la familia Reyes.

- "El Poli": Es un policía corrupto, vecino y buen amigo de los Reyes. También forma parte de la misión junto con el Mirrey, que es su hijastro.

- "La Comadre": Madre del Mirrey y esposa del Poli. Es un personaje de relleno, por lo que no aparece mucho en la película.

### Personal de la NASA
- "El Nerd": Científico de la NASA y uno de los pocos extranjeros que siguen en pie después de la invasión. Está enamorado del General e insiste en que es correspondido.

- General: Es el General de la armada estadounidense, miembro de la NASA y comandante de la misión contra los marcianos. Es gay de clóset, pero al final de la película acepta sus sentimientos por el Nerd.

- El Director: Es el director de la NASA. También ayuda a comandar la misión para derrotar a los marcianos.

- Juan Reyes: Es el conserje mexicano de la NASA y primo del Chacas. Durante la película sirve como traductor entre los mexicanos y el personal de la NASA, quienes hablan muy poco español.

## Reparto
- Adal Ramones como "El Chacas" Reyes.
- Martha Higareda como Zafiro Reyes.
- Omar Chaparro como El Rey Marciano.
- Angélica Vale como "Tlacoyito" Reyes.
- Eduardo Manzano como Don Calcáneo.
- Ricardo Hill como «El Teacher».
- Humberto Vélez como «El General».
- Fernando Meza como «El Nene» / Doña Chocho / «El Cubano» / Juan.
- Mónica Santacruz como «La Joselyn».
- Rodolfo Riva Palacio como «El Talachas» / «El Poli» / «El Mirrey» / El Soldado Marciano.
- Gabriel Riva Palacio como Jacinto / «El Frijol» / «El Arroz» / «La Niña» / «El Chino» / «Nerd».
- Andrés Vaca como Vaca.
- Raoul Ortiz como Pollito.
- Jaime Maussan como él mismo.
- Cid Vela como Galatzia.
- Ulises de la Torre como Narrador.